# Юджель, Али
Али́ Юдже́ль (тур. Ali Yücel; 14 апреля 1930, Гюрджю, ил Токат, Турция — 17 марта 1981, Стамбул, Турция) — турецкий борец вольного и греко-римского стилей, тренер. Чемпион мира и Европы по вольной борьбе, призёр чемпионата мира по греко-римской борьбе.

## Биография
Али Юджель начал заниматься национальной борьбой в подростковом возрасте. В возрасте четырнадцати лет приехал в Анкару, где начал заниматься борьбой вольного и греко-римского стилей, одновременно работая на авиазаводе в Этимесгуте. В 1947 году переехал в Стамбул, где продолжил занятия борьбой.
 
В 1949 году успешно дебютировал на международном чемпионате, выиграв Чемпионат Европы по вольной борьбе в Стамбуле. Там он выиграл все свои схватки, в том числе победил олимпийского чемпиона 1948 года Леннарта Вийтала из Финляндии.

В 1950 году также впервые участвовал на Чемпионате мира по греко-римской борьбе в Стокгольме и доказал, что также неплохо овладел этим стилем борьбы, завоевав серебряную медаль.
 
В 1951 году Юджель выиграл золотую медаль на первом в истории Чемпионате мира по вольной борьбе в Хельсинки. Выступая в наилегчайшем весе, стал первым в истории чемпионом мира по вольной борьбе.
  
В 1952 году в связи с криминальным инцидентом был отстранён турецкой Федерацией борьбы от участия в Олимпийских играх 1952 года и дисквалифицирован на неопределённый срок. Таким образом, в возрасте 21 года его спортивная карьера фактически закончилась. В 1960 году по решению нового главы правительства Турции Джемаля Гюрселя дисквалификация была отменена, но с учётом возраста и большого перерыва в выступлениях Юджель уже не смог выступать как спортсмен.
  
Стал тренером по вольной борьбе. Самый известный его воспитанник — Али Рыза Алан, чемпион мира 1970 года.

Скончался 17 марта 1981 года.